# Вальтер Мезе
Вальтер Мезе (нім. Walter Möse; 30 вересня 1920 — 28 листопада 1944) — німецький військовик, оберфельдфебель резерву вермахту. Кавалер Лицарського хреста Залізного хреста з дубовим листям.

## Біографія
В 1938 року вступив добровольцем у 83-й піхотний полк 28-ї піхотної дивізії, з якою брав участь у Польській та Французькій кампаніях. Влітку 1941 року переведений в 49-й піхотний полк своєї дивізії. З лютого 1942 року брав участь у Німецько-радянській війні. Відзначився у боях в районі Ладозького озера та південніше Новгорода. Загинув у бою.

## Звання
- Солдат (1938)
- Оберєгер резерву (1941)
- Фельдфебель резерву (1943)
- Оберфельдфебель резерву (28 листопада 1944, посмертно)

## Нагороди
- Залізний хрест
  - 2-го класу (22 серпня 1941)
  - 1-го класу (28 травня 1942)
- Штурмовий піхотний знак в сріблі
- Медаль «За зимову кампанію на Сході 1941/42»
- Лицарський хрест Залізного хреста з дубовим листям
  - лицарський хрест (11 березня 1943) — вручений генерал-лейтенантом Йоганном Зіннгубером.
  - дубове листя (№ 390; 10 лютого 1944)
- Нагрудний знак «За поранення» в золоті